# Midhordland
- Nordhordland
- Midthordland
- Sunnhordland
- Hardanger
- Voss

Le Midhordland ou Midthordland est un des landskap (districts traditionnels) du comté de Vestland en Norvège. 
Il comprend le centre du comté avec Bergen et ses communes voisines: Askøy, Austevoll, Bjørnafjorden, Øygarden et Samnanger.